# Ludwig Rotter
Ludwig Rotter (Viena, 1810 - 1895) fou un compositor i organista austríac.
Va esser organista en moltes esglésies de la seva ciutat, i el 1867 succeí en Simon Sechter com a primer organista de la cort.
És autor d'un gran nombre d'obres de caràcter religiós, entre les que hi figuren graduals, ofertoris, misses, "Te Deums" i Rèquiem, així com diverses composicions per a piano i orgue, i un mètode de baix xifrat.